# San Sossio Baronia
San Sossio Baronia ist eine italienische Gemeinde mit 1481 Einwohnern (Stand 31. Dezember 2023) in der Provinz Avellino in der Region Kampanien. Sie ist Teil der Bergkommune Comunità Montana dell’Ufita.

## Geografie
Die Nachbargemeinden sind Anzano di Puglia (FG), Flumeri, Monteleone di Puglia (FG), San Nicola Baronia, Trevico, Vallesaccarda und  Zungoli. Die Ortsteile lauten  Bosco di Montigliano, Civita und Molara.